# Вільдан Атасевер
Вільдан Атасевер (тур. Vildan Atasever, народ. 26 липня 1981, Бурса, Туреччина) — турецька акторка кіно та телебачення, модель.

## Біографія
Народилася 26 липня 1981 в Бурсі п'ятою дитиною в сім'ї. Середню освіту отримала в Стамбулі. 
 В кіно знімається з 2001 року. 
 В 2016 Атасевер отримала роль Хюмашах Султан, доньки Мурада ІІІ та Сафіє Султан у серіалі Величне століття. Нова володарка.
 В 2005 році отримала нагороду «Золотий апельсин», а у 2006 році за роль Угур в серіалі «Доля» — приз міжнародного кінофестивалю в Анкарі.

## Особисте життя
З 2001 по 2007 була у шлюбі з Тайланом Килинчем. 
В 2010 одружилася з актором Ісмаїла Хаджіоглу. 21 січня 2015 року вони розлучилися.

## Фільмографія
| Рік       |   | Українська назва                 | Оригінальна назва      | Роль                         |
| --------- | - | -------------------------------- | ---------------------- | ---------------------------- |
| 2001      | с | Біль троянди                     | Güz Gülleri            | Йонжа                        |
| 2003—2005 | с | Долина вовків                    | Kurtlar Vadisi         | Назли Бекіроглу              |
| 2004      | с | Дві дівчини                      | 2 Genç Kız             | Хандан                       |
| 2004—2006 | с | Бажання жінки                    | Kadın İsterse          | Букет                        |
| 2004      | с | Святі                            | Azize                  | Азізе Мюге                   |
| 2006      | с | Доля                             | Kader                  | Угур                         |
| 2006—2007 | с | Лезо ножа                        | Bıçak Sırtı            | Гюнеш                        |
| 2007      | с | Зранене серце                    | Yaralı Yürek           | Беяз                         |
| 2008      | с | Нічні звуки                      | Gece Sesleri           | Асли Дінер                   |
| 2008      | ф | Османська республіка             | Osmanlı Cumhuriyeti    | Асуде                        |
| 2009—2010 | с | Небезпечне кохання               | Samanyolu              | Зюлаль Сорал                 |
| 2011      | с | Завдяки любові                   | Başrolde Aşk           | Ойкю                         |
| 2013      | ф | Мер'єм                           | Meryem                 | Гелін                        |
| 2014      | с | Зіслана корова                   | Sürgün İnek            | Гюлай                        |
| 2014      | ф | Ніч                              | Gece                   | Гюльджан                     |
| 2015      | с | Історія Яз                       | Yaz'ın Öyküsü          | Умут                         |
| 2016      | с | Величне століття. Нова володарка | Muhteşem Yüzyıl: Kösem | Хюмашах Султан               |
| 2017      | с | Права на престол Абдулхамід      | Payitaht Abdülhamid    | Саліха Султан                |
| 2017      | с | Хакери                           | Klavye Delikanlıları   | Сейран                       |
| 2019      | с | Єдине серце                      | Tek Yürek              | Ількнур                      |
| 2021      | с | Бонкіс                           | Bonkis                 | Ілгін                        |
| 2022      | с | Міський лікар                    | Kasaba Doktoru         | Головна медсестра Міне Їлдиз |